# Nestor Combin
Nestor Combin (Las Rosas, 29 december 1939) is een voormalig Frans-Argentijns voetballer.
Combin werd geboren in Argentinië als zoon van Franse ouders. Hij bouwde ook in Frankrijk een carrière uit en nam de Franse nationaliteit aan. Hij begon bij Lyon en verkaste in 1964 voor enkele jaren naar Italië bij verschillende clubs. In 1964/65 won hij met Juventus de Coppa Italia. Na een jaar bij Varese ging hij naar Torino waarmee hij opnieuw de beker won. In 1968 ging hij dan naar AC Milan dat in 1969 de Europacup I won tegen Ajax Amsterdam, al speelde Combin de finale niet. Combin verscheen wel aan de aftrap van de intercontinentale beker tegen de Zuid-Amerikaanse kampioen Estudiantes de La Plata, de regerende wereldkampioen. Reeds in de heenwedstrijd in San Siro waren de Argentijnen agressief naar de Milanezen toe. Ramón Aguirre Suárez schold Combin uit voor landverrader, Milan won met 3-0. In Buenos Aires beseften de spelers dat ze vrijwel kansloos waren om hun wereldtitel te verlengen waardoor ze zich misdroegen op verzoek van coach Osvaldo Zubeldía. Toen Gianni Rivera scoorde wilde Combin zijn ploeggenoot feliciteren maar zover kwam het niet: Aguirre Suárez stompte hem zo hard dat hij tien minuten bewusteloos op de grond lag. Estudiantes won met 2-1 maar de beker ging naar Milan, echter waren de spelers zo geïntimideerd dat ze de beker niet eens durfden ophalen. De hele situatie werd nog gekker toen de Argentijnse politie Combin in de boeien meenamen terwijl artsen hem aan het oplappen waren. Het bleek dat een rechter in Rosario een aanhoudingsbevel uitgevaardigd had omdat Combin aan zijn militaire dienstplicht verzuimd had, later bleek dat hij zijn dienstplicht wel voldaan had, in Frankrijk. AC Milan zocht steun bij de politieke instanties en de Argentijnse president Juan Carlos Onganía greep in en zorgde voor de vrijlating van Combin. hij liet ook het team van Estudiantes arresteren. Poletti, Aguirre Suárez en Manera vlogen een maand de gevangenis is en Poletti werd levenslang geschorst (al werd dit later herroepen). Aguirre Suárez en Manera werden voor respectievelijk dertig en twintig wedstrijden geschorst en mochten nooit meer internationale wedstrijden spelen. In 1971 keerde hij terug naar Frankrijk waar hij nog enkele seizoenen speelde.
Combin speelde ook acht wedstrijden voor de Franse nationale ploeg. Hij speelde niet zoveel wedstrijden omdat hij op zijn positie zware concurrentie had van Philippe Gondet en Hervé Revelli en ook omdat de Italiaanse clubs waar hij voor speelde hem niet altijd lieten gaan voor interlands. Hij werd ook geselecteerd voor het WK 1966 in Engeland, maar werd slechts bij één wedstrijd tegen Mexico ingezet.